# Pasites tropica
Pasites tropica är en biart som först beskrevs av Cockerell 1933.  Pasites tropica ingår i släktet Pasites och familjen långtungebin. Inga underarter finns listade i Catalogue of Life.